# Port lotniczy Mazu Beigan
Port lotniczy Mazu Beigan (IATA: MFK, ICAO: RCMT) – port lotniczy położony na wyspie Beigan, w archipelagu Mazu Liedao na Tajwanie. Obsługuje wyłącznie połączenia krajowe.